# Стари камени мост (Душанов мост)
Стари камени мост или Душанов мост се налази на почетку клисуре призренске Бистрице, узводно од манастира Светих Арханђела, подигнут је у средњем веку, у 13. или 14. веку. Користио је при реконструкцији моста који повезује манастирски комплекс са десном обалом Бистрице. Корито реке је премошћено једним полукружним отвором, ширине од 13,20 м, а висине од 6 м. Зидан је ломљеним и тесаним каменом, где коловоз са оградом и турском калдрмом и данас служи својој намени.

## Основ за упис у регистар
Решење Завода за заштиту и научно проучавање споменика културе АКМО у Приштини, бр. 1149 од 31. 12. 1956 г. Закон о заштити споменика културе и природнох реткости (Сл. гласник НРС бр. 54/4).